# Antonio Bassolino
Antonio Bassolino (ur. 20 marca 1947 w Afragoli) – włoski polityk, były minister i burmistrz Neapolu, w latach 2000–2010 prezydent Kampanii.

## Życiorys
Po ukończeniu szkoły średniej zaangażował się w działalność organizacji młodzieżowej Włoskiej Partii Komunistycznej (PCI). W 1970 po raz pierwszy uzyskał mandat radnego regionalnego, w latach 1976–1983 był sekretarzem regionalnych struktur komunistów. W 1987 z ramienia PCI i w 1992 z listy jej następczyni, Demokratycznej Partii Lewicy, był wybierany w skład Izby Deputowanych X i XI kadencji.
Od 6 grudnia 1993 do 24 marca 2000 był burmistrzem Neapolu. Jednocześnie od 21 października 1998 do 21 czerwca 1999 zajmował stanowisko ministra pracy i ochrony socjalnej w rządzie Massima D’Alemy. Po dalszych przekształceniach partyjnych należał do Demokratów Lewicy, z którymi w 2007 przystąpił do Partii Demokratycznej.
W 2000 został wybrany na urząd prezydenta Kampanii, w wyniku wyborów regionalnych w 2005 utrzymał to stanowisko. Krytykowany publicznie za nieudolną gospodarkę odpadami, w trakcie drugiej kadencji przedstawiono mu zarzuty defraudacji środków publicznych. Nie ubiegał się o reelekcję.